# Ernest Augustus I, Duce de Saxa-Weimar-Eisenach
Ernest Augustus I, Duce de Saxa-Weimar (19 aprilie 1688 – 19 ianuarie 1748), a fost Duce de Saxa-Weimar și, din 1741, de Saxa-Weimar-Eisenach.

## Biografie
Ernest Augustu a fost al doilea fiu însă fiul cel mare care a supraviețuit al Ducelui Johann Ernst al III-lea de Saxa-Weimar și a primei lui soții,  Sophie Auguste de Anhalt-Zerbst. Când tatăl său a murit în 1707, Ernst August a devenit co-domnitor (Mitherr) de Saxa-Weimar, împreună cu unchiul său Wilhelm Ernst. În timp ce titlul său era doar oficial, Wilhelm Ernst era cel care deținea puterea în ducat. Numai după decesul lui Wilhelm Ernst în 1728, Ernst August în vârstă de 40 de ani, a început să exercite o adevărată autoritate în Saxa-Weimar.

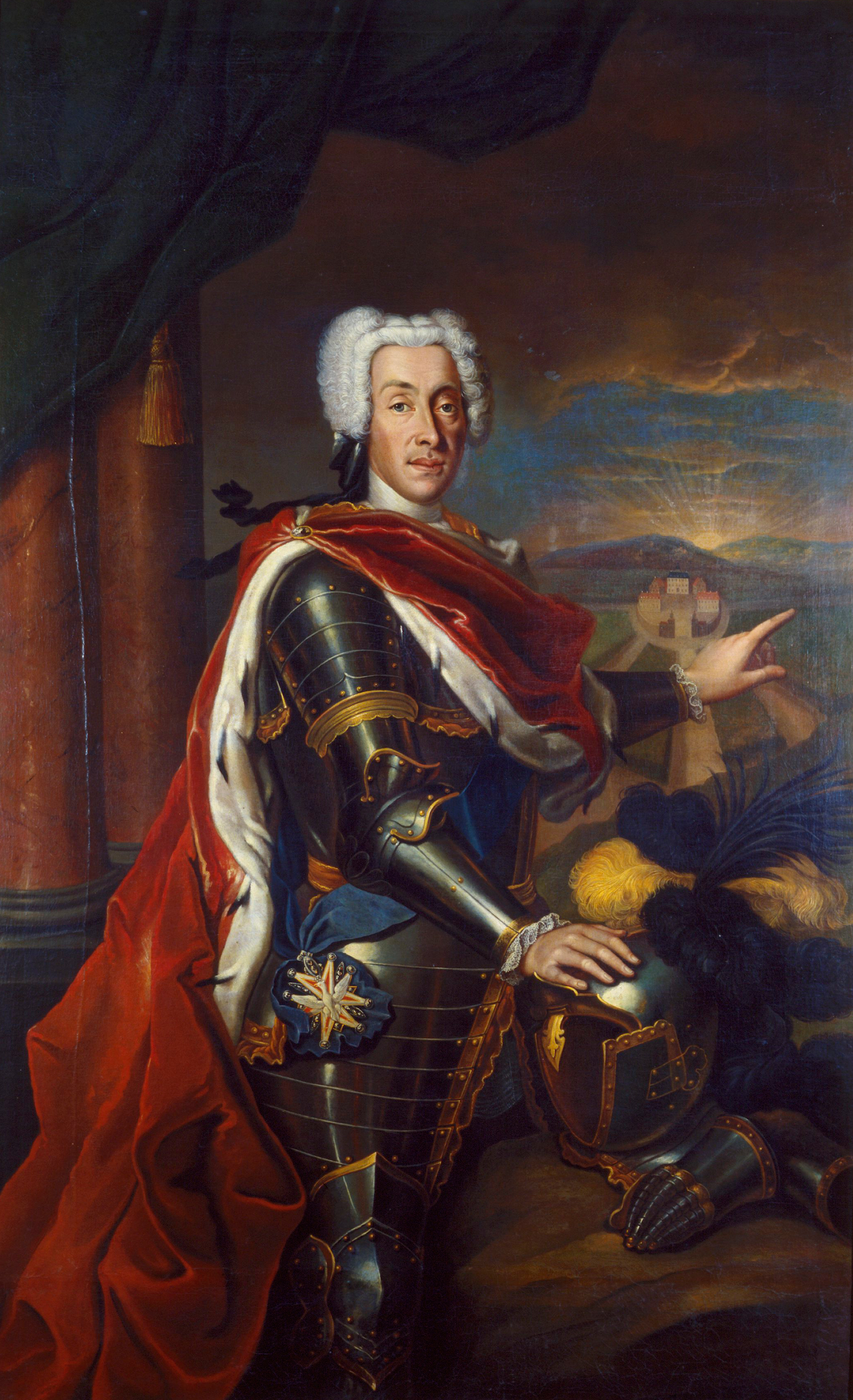
Ernest Augustus I, Duce de Saxa-Weimar

### Excese
Ernst August a fost un conducător care iubea luxul iar extravaganțele sale au contribuit la ruinarea financiară a ducatul. Având nevoie disperată de 
fonduri, el a recurs la practica arestării supușilor bogați fără motiv, și îi elibera numai după ce renunțau la averile lor în favoarea ducelui sau după ce plăteau răscumpărări exorbitante. Unele dintre victime care au considerat că acest comportament este ilegal au făcut plângere la Curtea Imperială de la Viena sau la Curtea de Apel a Camerei Imperiale de la Wetzlar. Ernst August a pierdut toate procedurile legale îndreptate împotriva lui. Procesul a durat timp de mai mulți ani și în cele din urmă a condus la falimentul ducatul.
Ducele a menținut o armată permanentă care era disproporționat de mare pentru populația sau pentru resursele financiare ale ducatului. Unii dintre soldați au fost închiriați Principatului Saxoniei sau împăratului Sfântului Imperiu Roman. Mania lui Ernst August pentru construcții a dus la construirea la Kleinode a micului palat Belvedere și a palatului rococo din Dornburg, reședința luxoasă a ducelui. Pasiunea lui pentru vânătoarea a fost, de asemenea, extravagantă; când a murit, Ernst August a lăsat 1.100 de câini și 373 de cai. Ducele a menținut un "harem", în care două nobile "doamne de onoare" (Ehrenfräulein) și trei "doamne de cabinet" (Kammerfrauen) foarte tinere se îngrijeau de dorințele sale.

### Căsătorii și copii
La 24 ianuarie 1716, la Nienburg, Ernst August s-a căsătorit cu Eleonore Wilhelmine de Anhalt-Köthen, fiica lui Eleonore Wilhelmine de Anhalt-Köthen. Ei au avut opt copii:
1. Wilhelm Ernest (n. 4 iulie 1717, Weimar - d. 8 iunie 1719, Halle), Prinț Ereditar de Saxa-Weimar.
2. Wilhelmine Auguste (n. 4 iulie 1717, Weimar - d. 9 decembrie 1752, Weimar), sora geamănă a lui  Wilhelm Ernst.
3. Johann Wilhelm (n. 10 ianuarie 1719, Weimar - d. Weimar, 6 decembrie 1732), Prinț Ereditar de Saxa-Weimar.
4. Charlotte Agnes Leopoldina (n. 4 decembrie, Weimar 1720 - d. 15 octombrie 1724, Weimar).
5. Johanna Eleonore Henriette (n. 2 decembrie 1721, Weimar - d. 17 iunie 1722, Weimar).
6. Ernestine Albertine (n. 28 decembrie 1722, Weimar - d. 25 noiembrie 1769, Alverdissen), căsătorită la 6 mai 1756 cu Filip al II-lea, Conte de Schaumburg-Lippe.
7. Bernhardina Christina Sophia (n. 5 mai 1724, Weimar - d. 5 iunie 1757, Rudolstadt), căsătorită la 19 noiembrie 1744 cu Johann Frederic, Prinț de Schwarzburg-Rudolstadt.
8. Emmanuel Frederick William Bernard (n. 19 decembrie 1725, Weimar - d. Weimar, 11 iunie 1729).

După decesul primei soții în 1726, ducele a decis să nu se mai căsătorească, alegând să trăiască liniștit cu "doamnele de onoare" și "doamnele de cabinet". Însă în 1732 situația s-a schimbat pe neașteptate: singurul său fiu în viață, prințul ereditar (Erbprinz) Johann Wilhelm a murit. A fost necesar să-și caute o nouă soție cu care să aibă moștenitori pentru a-și perpetua dinastia.
La 7 aprilie 1734, la Bayreuth, Ernst August în vârstă de 46 de ani, s-a recăsătorit cu Sophie Charlotte de Brandenburg-Bayreuth, fiica lui Georg Frederic de Brandenburg-Bayreuth. Ei au avut patru copii:
1. Karl Augustus Eugen (n. 1 ianuarie 1735, Weimar - d. 13 September 1736, Weimar), Prinț Erditar de Saxa-Weimar.
2. Ernest Augustus al II-lea, Duce de Saxa-Weimar-Eisenach (n. 2 iunie 1737, Weimar - d. 28 mai 1758, Weimar).
3. Ernestine Auguste Sophie (n. 4 ianuarie 1740 - d. Hildburghausen, 10 iunie 1786), căsătorită la 1 iulie 1758 cu Ernst Frederic al III-lea Karl, Duce de Saxa-Hildburghausen.
4. Ernest Adolph Felix

Ducele a avut și un fiu nelegitim cu Friederike von Marschall:
1. Ernest Frederick (n. 1731 - d. 1810), creat Freiherr von Brenn; s-a căsătorit cu Beate Helene Bormann, linia lui s-a stins în 1849.

### Saxa-Weimar-Eisenach și absolutismul
În 1741 ramura Saxe-Eisenach-Jena s-a stins odată cu moartea lui Wilhelm Heinrich, Duce de Saxa-Eisenach. Ernst August a moștenit teritoriile sale. Uniunea dintre Saxa-Weimar și Saxa-Eisenach-Jena a devenit permanent. Una dintre puținele decizii înțelepte ale ducelui a fost instituirea "primogeniturii" în Saxa-Weimar (confirmată în 1724 de împăratul Carol al VI-lea); acest lucru a stopat divizarea țării în viitor. Din 1741 noul său ducat a luat numele de Saxa-Weimar-Eisenach (Jena s-a unit cu Eisenach). Însă noul stat era alcătuit din două zone mari dezvoltate în jurul celor două reședințe în Weimar și Eisenach, care nu erau conectate.
Anexarea Saxa-Eisenach a fost favorabilă ducelui care era iubitor de vânătoare; el poseda o brazdă mare de păduri în regiunea Eisenach, care părea potrivită pentru vânătoare. Și-a lăsat fiul, prințul moștenitor în Weimar la Schloss Belvedere, sub tutela mareșalului curții și s-a mutat definitiv la Eisenach. Și-a văzut fiul rareori și trimitea instrucțiunile cele mai iraționale de la Eisenach la Weimar, în scopul de a supraveghea educația fiului său. Prințul Moștenitor și-a văzut tatăl pentru ultima oară în 1743.
Ernst August a încercat să conducă în mod absolutist în Saxe-Weimar după model franțuzesc. Ratskollegium - un organ consultativ format din nobili - a fost dizolvat. În 1746 cetățenii din Eisenach au prezentat ducelui un memorandum care detalia prerogativele naționale, în care el a fost denunțat pentru infracțiuni contra drepturilor constante tradiționale. Gestul a demonstrat că cetățenii ducatului au fost rezistenți la introducerea absolutismului, prin urmare, anumite politici pe care Ernst August le-a planificat nu au putut fi complet realizate. Moartea ducelui a împiedicat o controversă teribilă între nobili și cetățenii din Eisenach.

### Deces
După moartea sa, Ernst August a lăsat ducatul ruinat, și a fost succedat de fiul său Ernest Augustus al II-lea, care era minor.
| Ernest Augustus I, Duce de Saxa-Weimar-Eisenach Casa de WettinNaștere: 19 aprilie 1688 Deces: 19 ianuarie 1748 |                                   |                           |
| Predecesor: Wilhelm Ernst cu John Ernst III                                                                    | Duce de Saxa-Weimar 1707 – 1748   | Succesor: Ernst August II |
| Predecesor: Wilhelm Heinrich                                                                                   | Duce de Saxa-Eisenach 1741 – 1748 | Succesor: Ernst August II |

1. ↑  CONOR.SI[*] Verificați valoarea |titlelink= (ajutor)